# Sentiments (album)
Pour les articles homonymes, voir Sentiment (homonymie).
Albums de Louane
Joie de vivre
(2020) Solo
(2024)
Singles
1. Secret
Sortie : 7 octobre 2022
2. Pardonne-moi
Sortie : 26 mai 2023
3. Les étoiles
Sortie : 15 septembre 2023

Sentiments est le quatrième album de la chanteuse française Louane. Il est sorti le 9 décembre 2022 chez Island Def Jam. Il est certifié platine (100 000 équivalents vente) en avril 2024. Plusieurs singles de l'album sont certifiés or ou diamant.

## Genèse de l'album
Louane annonce en 2021 travailler sur un nouvel album contenant des « chansons hyper énergiques ». En septembre, elle propose à ses fans de partager leurs histoires et leurs sentiments dans les commentaires de ses vidéos TikTok, un réseau social où elle est suivie par 1,2 million de personnes. Elle écrit ensuite des chansons qu'elle partage en vidéo avec des textes écrits à partir de ces « sentiments » partagés. Louane décide de mettre en pause la préparation du quatrième album qu’elle avait commencé, pour travailler sur ces nouvelles chansons.
C'est finalement en octobre que sort Secret, le premier single de son nouvel album Sentiments, paru le 9 décembre 2022 et écrit entièrement par Louane. Il est composé de 5 chansons inspirées par ses propres sentiments et 5 autres inspirées par les histoires de ses fans.
Dès 2023, Louane part en tournée, Le club des sentiments, pour promouvoir l'album. La tournée est prévue jusqu'en 2024, et passera par d'autres pays européens que la France et la Belgique, comme l'Allemagne, l'Espagne, le Maroc, l'Italie ou encore les Pays-Bas mais aussi aux États-Unis avec une date à New-York.
La réédition Sentiments Heureux sort le 15 septembre. Elle est suivie d'une troisième édition nommée Sentiments Heureux (nan j'déconne), disponible uniquement sur les plates-formes d'écoutes. L'intégrale des chansons issues de Sentiments est rendue disponible sur CD et vinyle durant le mois de décembre, nommée sous le même nom que la tournée, Le club des sentiments.

## Promotion

### Singles
Le premier single de l'album est Secret, sorti le 7 octobre 2022. Le single atteint le top 10 du classement des singles et est certifié diamant en août 2023, devenant dès lors son plus gros succès depuis ses débuts.

### Clips vidéo
En plus des singles, plusieurs clips vidéo ont été sortis pour accompagner des chansons de l'album :
- Secret, le 2 novembre 2022[3].
- La fille, le 30 novembre 2022[4].
- Dans ma tête, le 16 janvier 2023[5].
- Pardonne-moi, le 19 juillet 2023[6].
- Les étoiles, le 15 novembre 2023[7].

## Liste des titres
| 1.  | Secret           | 3:11 |
| 2.  | Le bateau coule  | 3:19 |
| 3.  | A quoi tu penses | 3:23 |
| 4.  | Dans ma tête     | 2:42 |
| 5.  | La fille         | 3:56 |
| 6.  | Stp              | 2:25 |
| 7.  | Avant            | 3:49 |
| 8.  | Aidez-moi        | 3:04 |
| 9.  | Tu me manques    | 3:18 |
| 10. | Tu m'as dit      | 3:35 |

| 1. | Pardonne-moi                   | 3:07 |
| 2. | À quoi tu penses vraiment ?    | 2:56 |
| 3. | Capitaine (feat. Styleto)      | 2:34 |
| 4. | Tu m'as dit (P3GASE remix)     | 3:05 |
| 5. | Nuages                         | 3:34 |
| 6. | Parano                         | 2:30 |
| 7. | My own beat (and Clean Bandit) | 3:19 |

| 1. | Les étoiles                       | 3:28 |
| 2. | Les excuses                       | 3:04 |
| 3. | Pardonne-moi - Version acoustique | 3:05 |
| 4. | Nuages - Version acoustique       | 3:19 |
| 5. | Secret - English version          | 3:11 |